# Wang Qi (generaal)

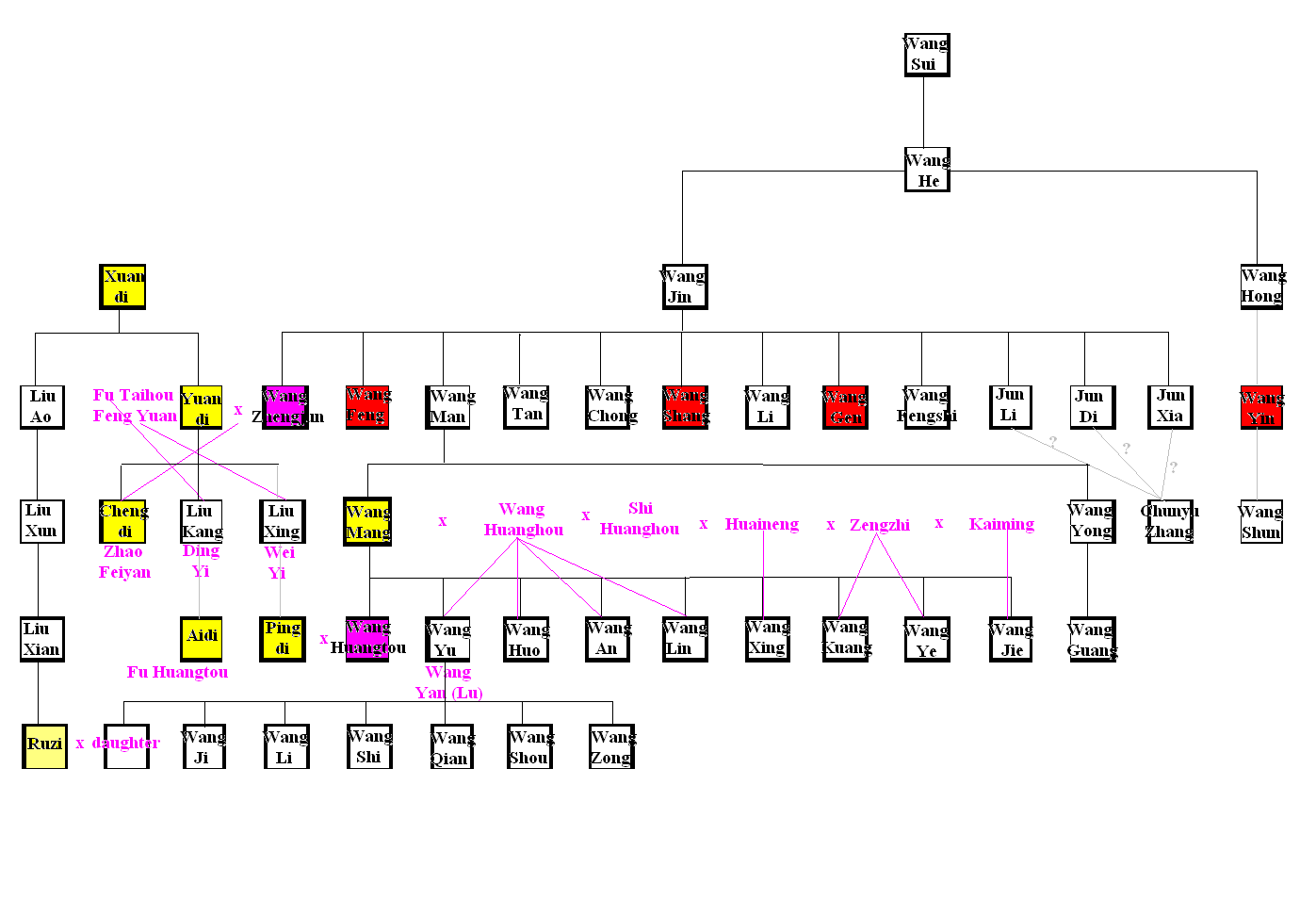
Stamboom van de familie Wang

Wang Qi (†10 na Chr.) was een Chinese generaal, een neef van de Chinese keizer Wang Mang en een zoon van Wang Shang, een jongere halfbroer van keizerin-weduwe Wang Zhengjun. Net als zijn oudere broer Wang Yi behoorde hij zo tot de familie die aan het einde van de Westelijke Han-dynastie en onder de Xin-dynastie de feitelijke politieke macht bezat. In het jaar 10 werd Wang Qi beschuldigd van betrokkenheid bij het opstellen van een vervalst voorteken door Zhen Qun (甄尋) en op bevel van Wang Mang terechtgesteld.

## Biografie
Wang Qi was in dienst van Wang Mang als shizhong (侍中), een lid van de hofhouding. In 7 na Chr. kreeg hij met zijn oudere broer, Wang Yi, opdracht een opstand onder leiding van Zhai Yi (翟義, gouverneur van Dong commanderie, in het huidige Henan, Hebei en Shandong) te onderdrukken. Ook een daaropvolgende opstand onder Zhao Ming (趙明) en Huo Hong (霍鴻) werd door hen neergeslagen. In 9 behoorde Wang Qi tot de twaalf functionarissen die de Fu ming (祔命), in het rijk bekend moest maken. Dat was een door Wang Mang voor de periode 6-9 samengesteld overzicht van twaalf voortekenen waaruit zou blijken dat de Hemel zelf het Hemels Mandaat aan Wang Mang had overgedragen, zodat zijn proclamatie tot keizer rechtmatig was. In hetzelfde jaar kreeg Wang Qi als 'Markies van Zhangwei'(掌威侯, Zhangwei hou) opdracht de Hangu-pas (函谷關), de bergpas tussen de vallei van de Gele Rivier en de Wei He te bewaken.
In het begin van het jaar 10 verzocht Zhen Qun, een hoge functionaris, op basis van een aan hem gepresenteerd voorteken bestuurseenheden uit de tijd van de Hertog van Zhou te herstellen. Zijn vader, Zhen Fen (甄豐) zou zo een eerder verloren hoge positie terug kunnen krijgen. Omdat Wang Mang de Hertog van Zhou steeds tot voorbeeld nam en omdat hij bij zijn voorbereidingen om keizer te worden zelf ook veelvuldig gebruik had gemaakt van voortekenen, kon hij dit voorstel niet weigeren. Na dit succes hoopte Zhen Qun ook zijn eigen positie te verbeteren door een nieuw voorteken te presenteren, waaruit moest blijken dat Wang Huanghou zijn vrouw moest worden. Zij was de weduwe van keizer Ping (r.1 v.Chr.-6 na Chr.), maar ook de dochter van Wang Mang. Dit voorteken werd door Wang Mang onmiddellijk afgedaan als een vervalsing. Zhen Qun werd gearresteerd en gaf na (ongetwijfeld pijnlijke) ondervragingen de namen prijs van honderden medeplichtigen, waaronder ook die van Wang Qi. Zij werden allen op bevel van Wang Mang geëxecuteerd.